# La Ferté-Gaucher
La Ferté-Gaucher – miejscowość i gmina we Francji, w regionie Île-de-France, w departamencie Sekwana i Marna.
Według danych na rok 1990 gminę zamieszkiwały 3924 osoby, a gęstość zaludnienia wynosiła 227 osób/km² (wśród 1287 gmin regionu Île-de-France La Ferté-Gaucher plasuje się na 368 miejscu pod względem liczby ludności, natomiast pod względem powierzchni na miejscu 117).